# The One (video)
Michael Jackson The One là một DVD được thông báo ra mắt vào tháng 1, năm 2004; phát hành chính thức ngày 9 tháng 3, năm 2004. Được phát hành bởi Epic Records, nó bao gồm những clip từ các ca khúc như "Smooth Criminal", "Billie Jean", "Black or White", "I Want You Back", "Working Day and Night", "Wanna Be Startin' Somethin'", "Another Part of Me", "One More Chance" và "You Rock My World". Nó được chứng nhận Vàng tại Hoa Kỳ năm tháng sau khi phát hành, với doanh số khoảng 50,000 đơn vị. Chứng nhận ở Hoa Kỳ US — từ RIAA — xem DVD như một sản phẩm chính thức của Michael Jackson.

## Chứng nhận
| Quốc gia    | Chứng nhận | Doanh số |
| ----------- | ---------- | -------- |
| Úc          | Vàng       | 7,500    |
| Tây Ban Nha | Vàng       | 10,000   |
| Hoa Kỳ      | Vàng       | 50,000   |